# Arroyal (Cantabria)
Arroyal es la capital del municipio de Valdeprado del Río (Cantabria, España).  La localidad se encuentra a 955 metros de altitud sobre el nivel del mar, y a 90 kilómetros de la capital cántabra, Santander. En el año 2024 contaba con una población de 50 habitantes (INE).
Se conoce a la localidad como Arroyal de los Carabeos, haciendo referencia al antiguo municipio al que pertenecía antes de fusionarse con Valdeprado del Río y adoptar su nombre.

## Paisaje y naturaleza
De los tres pueblos que formaban el concejo de Los Carabeos (Arroyal, Barruelo y San Andrés), es Arroyal el que se encuentra a menor altitud y situado entre los otros dos. Todos se asientan sobre una ladera que, al sur, se abre a un valle regado por varios arroyos y regatos que se unen en un cuello de embudo formando el río Polla; mientras que, por el norte, quedan resguardados por la falda del pico Somaloma, donde crece un importante robledal. La ruta circular PR-S 33 comunica la localidad con dicha cumbre.

## Patrimonio histórico
Arroyal es el núcleo administrativo del ayuntamiento de Valdeprado del Río. Aquí tiene su sede la casa consistorial (edificada en 1923) y se encuentran otros edificios públicos de Los Carabeos, como la estación homónima del ferrocarril de FEVE Bilbao-La Robla (1933), y la escuela municipal (1928).
La estación y las escuelas desarrollaron su función hasta su abandono, en el primer caso en 1991 por la suspensión de las líneas regulares de pasajeros, aunque el servicio se reanudó en 2003 y continúa activo; y, en el segundo, en 1972 por la concentración escolar que tuvo lugar en Mataporquera. En 1998 se procedió a su rehabilitación como posada de cara a incentivar el turismo.
El casco urbano de Arroyal conserva un conjunto de arquitectura popular en el que se aprecian las tradiciones constructivas autóctonas. Se trata en todo caso de edificios sencillos y acordes al medio rural en el que se insertan, construidos en su mayor parte con muros de mampostería de piedra y, en el caso de las viviendas, caracterizadas por una planta baja originalmente destinada al uso agrícola o ganadero, con las estancias en las alturas superiores.
La iglesia parroquial de Nuestra Señora del Rosario se comenzó a construir en el siglo XVII. De su antigua fábrica solo queda la cabecera, cubierta por una bóveda de complicada nervadura; el resto corresponde a sucesivas reconstrucciones, la última datada en 1948, afectando a la torre. Tiene interés el retablo mayor, de ambiciosas proporciones, en el que destaca la buena ejecución de las columnas salomónicas. Hay que suponer su colocación hacia el año 1730.